# Mariendorf (Immenhausen)

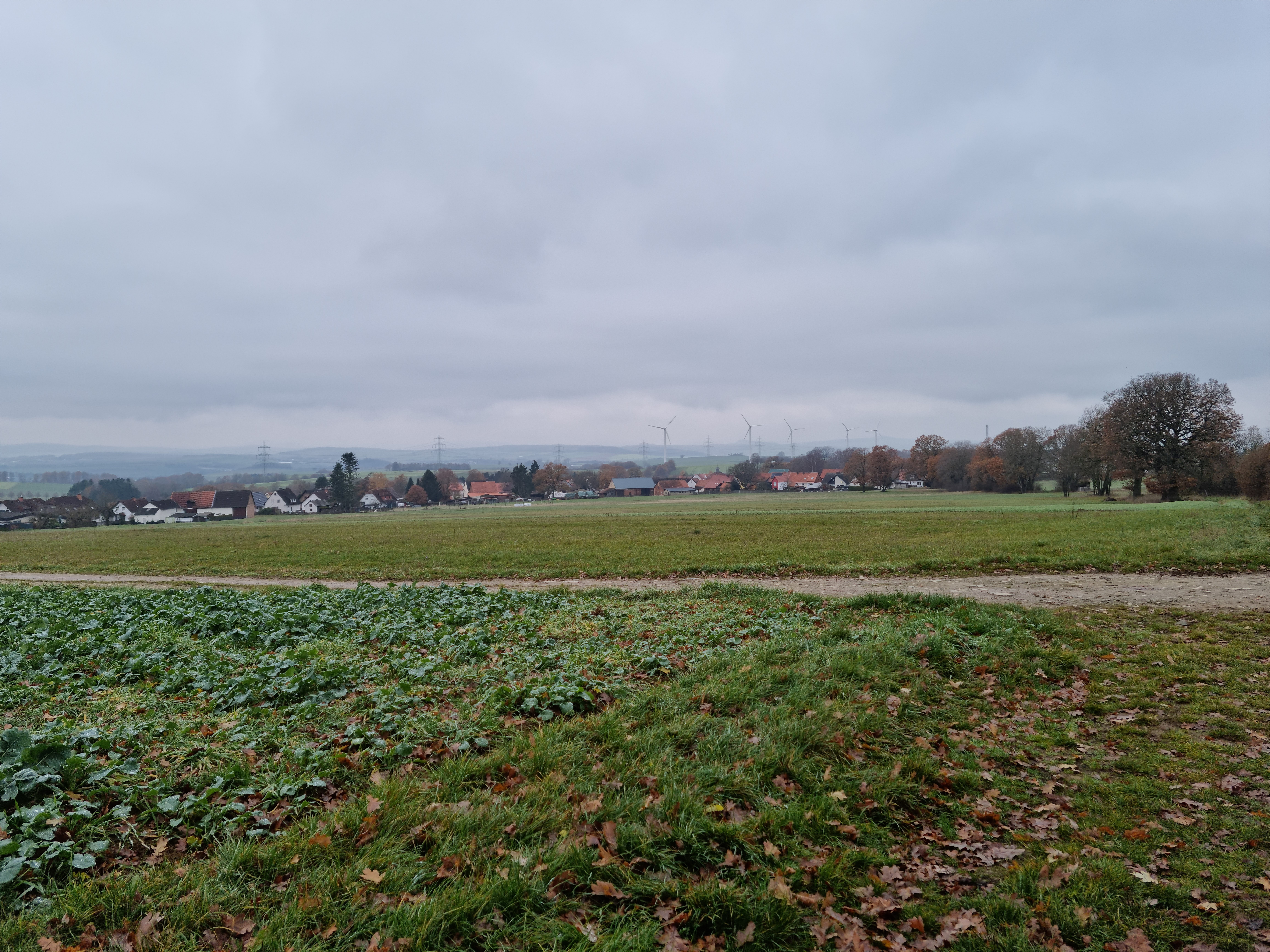
Mariendorf von Osten

Mariendorf ist der nördliche Stadtteil von Immenhausen im nordhessischen Landkreis Kassel (Deutschland). Im Dorf, dessen Gemarkungsgebiet sich auf 2,83 km² Fläche erstreckt, leben etwa 410 Einwohner.

## Geographische Lage
Mariendorf liegt – umgeben von landwirtschaftlich genutztem Gebiet – etwa 2,75 km (Luftlinie) nordnordöstlich der Immenhausener Kernstadt am Westrand des Reinhardswalds. Östlich des Dorfs, dessen Ortskern sich auf etwa 307 m ü. NHN befindet, erheben sich im Reinhardswald der Ahlberg (394,6 m ü. NHN) mit dem zum Dorf gehörenden, kleinen Wohngebiet Ahlberg (ca. 345 m ü. NN) und jenseits davon der Junkernkopf (ca. 453 m ü. NN). Gelegen im Einzugsgebiet der durch die etwas westlich befindliche Hofgeismarer Rötsenke fließenden Esse liegt Mariendorf nahe der Quelle des nordwestlichen Holzkape-Zuflusses Spechtenbeck, der das Dorf westlich passiert und durch den südwestlich des Dorfs gelegenen Hugenottenteich fließt, und in der Nähe Quelle des südlichen Lempe-Zuflusses Soode, die westlich des Wohngebiets Ahlberg entspringt. Westlich vorbei an Mariendorf führt die etwas nordnordwestlich des Dorfs von der L 3229 abzweigende Landesstraße 3386.

## Geschichte
Vor der Gründung des heutigen Dorfes befanden sich in der Nähe des Ahlbergs (ehemaliger Vulkan) die Orte Reinersen und Hildesheim; beide Ortschaften wurden zu Wüstungen. Reinersen und der Reinhardswald wurden wohl nach dem gleichen Namensgeber benannt.
Auf dem Ahlberg befinden sich die Reste einer Wallanlage aus der Eisenzeit; erhalten ist ein kleiner Ringwall, der um die Basaltkuppe verläuft und eine Fläche von 120 m × 120 m umschließt. Der Geschichtsverein in Mariendorf gestaltete den Eco-Pfad, der um den Ahlberg führt und auf Hinweistafeln Einblicke in die Vergangenheit dieses historischen Ortes ermöglicht. Die Hügelgräber (von denen es viele im Reinhardswald gibt) am Ortsrand sind abseits gelegen.
Mariendorf wurde 1687 von französischen Glaubensflüchtlingen als Kolonie durch Landgraf Karl von Hessen-Kassel gegründet und nach seiner Gemahlin Maria Amalia von Kurland benannt. 1690 war der Aufbau der Kolonie mit der Fertigstellung vom 30 Gebäuden abgeschlossen, wobei der Ort in Kreuzform angelegt wurde. Die im Dorfzentrum stehende Dorfkirche wurde wahrscheinlich aus finanziellen Gründen erst 1710 fertiggestellt. Die Einwohner arbeiteten vom 17. Jahrhundert bis 1920 in den Braunkohle- und Tongruben am Ahlberg und betrieben von 1725 bis 1940 Töpferei.
Fast alle historischen Gebäude des Ortskerns wurden bei einem Brand 1928 zerstört, lediglich das Schulhaus aus dem Jahr 1823 blieb davon unberührt, so dass es heute eines der ältesten erhaltenen Fachwerkgebäude des Dorfes ist. Den Zweiten Weltkrieg überstand Mariendorf weitgehend unbeschadet. Lediglich im Jahre 1944 wurde das Dorf von einer Luftmine getroffen, die 16 Menschenleben forderte und mehrere Gebäude beschädigte.
Am 1. Dezember 1970 fusionierten im Zuge der Gebietsreform in Hessen die Stadt Immenhausen und die bis dahin selbständigen Gemeinden Holzhausen und Mariendorf zur erweiterten Stadt Immenhausen. Dadurch wurde Mariendorf ein Stadtteil von Immenhausen.
Seit dieser Zeit wurde die Erweiterung des Dorfgebiets durch erhebliche Neubautätigkeit zum Beispiel am Ahlberg und Straßenausbau vorangetrieben. Viele Familien haben hier ihr Eigenheim gebaut und pendeln nach Kassel zur Arbeit. Hierdurch stieg die Bevölkerungszahl erheblich an.
Für die unter Denkmalschutz stehenden Kulturdenkmäler des Ortes siehe die Liste der Kulturdenkmäler in Mariendorf.

## Verwaltung und Infrastruktur
Verwaltungstechnisch ist Mariendorf der kleinste Stadtteil der Gemeinde Immenhausen. Das Dorf hat seit mehreren Jahren einen Windpark.

## Persönlichkeiten
- Louis Ferdinand Grebe (1811–1886), hessischer Forstmeister